# Zwemmen op de Olympische Zomerspelen 1936

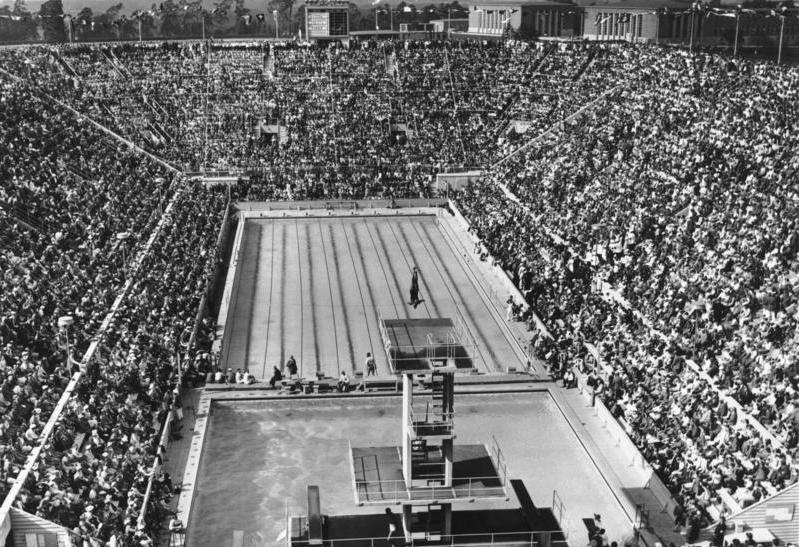
Het olympisch zwemstadion

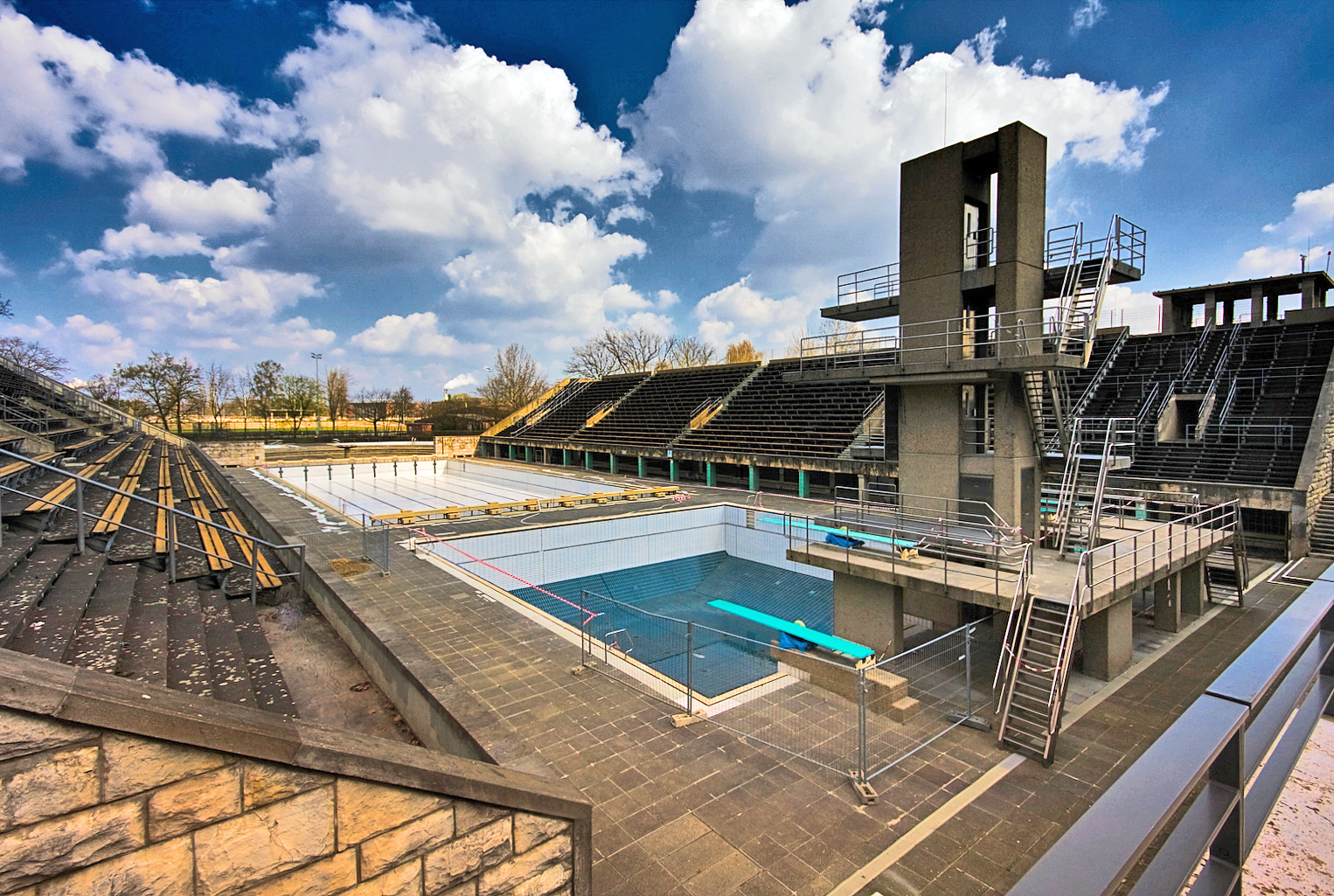
Het zwemstadion op een foto uit 2008

Zwemmen is een van de sporten die beoefend werden tijdens de Olympische Zomerspelen 1936 in Berlijn.

## Heren

### 100 m vrije slag
| rang   | sporter          | land | tijd |
| ------ | ---------------- | ---- | ---- |
| Goud   | Ferenc Csik      | HUN  | 57.6 |
| Zilver | Masanori Yusa    | JPN  | 57.9 |
| Brons  | Shigeo Arai      | JPN  | 58.0 |
| 4      | Masaharu Taguchi | JPN  | 58.1 |
| 5      | Helmuth Fischer  | GER  | 59.3 |
| 6      | Peter Fick       | USA  | 59.7 |
| 7      | Arthur Lindegren | USA  | 59.9 |

Masanori Yusa zwom een OR in de halve finales, tijd 57.5 s.

### 400 m vrije slag
| rang   | sporter        | land | tijd      |
| ------ | -------------- | ---- | --------- |
| Goud   | Jack Medica    | USA  | OR 4:44.5 |
| Zilver | Shumpei Uto    | JPN  | 4:45.6    |
| Brons  | Shozo Makino   | JPN  | 4:48.1    |
| 4      | Ralph Flanagan | USA  | 4:52.7    |
| 5      | Hiroshi Negami | JPN  | 4:53.6    |
| 6      | Jean Taris     | FRA  | 4:53.8    |
| 7      | Robert Leivers | GBR  | 5:00.9    |

### 1500 m vrije slag
| rang   | sporter          | land | tijd    |
| ------ | ---------------- | ---- | ------- |
| Goud   | Noboru Terada    | JPN  | 19:13.7 |
| Zilver | Jack Medica      | USA  | 19:34.0 |
| Brons  | Shumpei Uto      | JPN  | 19:34.6 |
| 4      | Sunao Ishiharada | JPN  | 19:48.5 |
| 5      | Ralph Flanagan   | USA  | 19:54.8 |
| 6      | Robert Leivers   | GBR  | 19:57.4 |
| 7      | Heinz Arendt     | GER  | 20:09.0 |

### 100 m rugslag
| rang   | sporter             | land | tijd      |
| ------ | ------------------- | ---- | --------- |
| Goud   | Adolph Kiefer       | USA  | OR 1:05.9 |
| Zilver | Albert van de Weghe | USA  | 1:07.7    |
| Brons  | Masaji Kiyokawa     | JPN  | 1:08.4    |
| 4      | Taylor Drysdale     | USA  | 1:09.4    |
| 5      | Kiichi Yoshida      | JPN  | 1:09.7    |
| 6      | Yasuhiko Kojima     | JPN  | 1:10.4    |
| 7      | Percival Oliver     | AUS  | 1:10.7    |

### 200 m schoolslag
| rang   | sporter              | land | tijd      |
| ------ | -------------------- | ---- | --------- |
| Goud   | Tetsuo Hamuro        | JPN  | OR 2:41.5 |
| Zilver | Erwin Sietas         | GER  | 2:42.9    |
| Brons  | Reizo Koike          | JPN  | 2:44.2    |
| 4      | John Herbert Higgins | USA  | 2:45.2    |
| 5      | Saburo Ito           | JPN  | 2:47.6    |
| 6      | Joachim Balke        | GER  | 2:47.8    |
| 7      | Teofilo Yldefonso    | PHI  | 2:51.1    |

### 4x200 m vrije slag
| rang   | sporters                                                                       | land | tijd      |
| ------ | ------------------------------------------------------------------------------ | ---- | --------- |
| Goud   | Masanori Yusa Shigeo Sugiura Masaharu Taguchi Shigeo Arai                      | JPN  | WR 8:51.5 |
| Zilver | Ralph Flanagan John Macionis Paul Wolf Jack Medica Ralph Gilman Charles Hutter | USA  | 9:03.0    |
| Brons  | Árpád Lengyel Oszkár Abay-Nemes Ödön Gróf Ferenc Csik                          | HUN  | 9:12.3    |
| 4      | Alfred Nakache Christian Talli René Cavalero Jean Taris                        | FRA  | 9:18.2    |
| 5      | Werner Plath Wolfgang Heimlich Hermann Heibel Helmuth Fischer                  | GER  | 9:19.0    |
| 6      | Martyn Ffrench-Williams Romund Gabrielson Robert Leivers Norman Wainwright     | GBR  | 9:21.5    |
| 7      | Munroe Bourne Robert Hamerton Robert Hooper Robert Pirie                       | CAN  | 9:27.5    |

## Dames

### 100 m vrije slag
| rang   | sporter           | land | tijd      |
| ------ | ----------------- | ---- | --------- |
| Goud   | Rie Mastenbroek   | NED  | OR 1:05.9 |
| Zilver | Jeanette Campbell | ARG  | 1:06.4    |
| Brons  | Gisela Arendt     | GER  | 1:06.6    |
| 4      | Willy den Ouden   | NED  | 1:07.6    |
| 5      | Tini Wagner       | NED  | 1:08.1    |
| 6      | Mary McKean       | USA  | 1:08.4    |
| 7      | Katherine Rawls   | USA  | 1:08.7    |

### 400 m vrije slag
| rang   | sporter                  | land | tijd      |
| ------ | ------------------------ | ---- | --------- |
| Goud   | Rie Mastenbroek          | NED  | OR 5:26.4 |
| Zilver | Ragnhild Hveger          | DEN  | 5:27.5    |
| Brons  | Lenore Wingard           | USA  | 5:29.0    |
| 4      | Mary Lou Petty           | USA  | 5:32.2    |
| 5      | Piedade Coutinho Azevedo | BRA  | 5:35.2    |
| 6      | Kazue Koijma             | JPN  | 5:43.1    |
| 7      | Grete Frederiksen        | DEN  | 5:45.0    |
| 8      | Tini Wagner              | NED  | 5:46.0    |

### 100 m rugslag
| rang   | sporter         | land | tijd   |
| ------ | --------------- | ---- | ------ |
| Goud   | Nida Senff      | NED  | 1:18.9 |
| Zilver | Rie Mastenbroek | NED  | 1:19.2 |
| Brons  | Alice Bridges   | USA  | 1:19.4 |
| 4      | Edith Motridge  | USA  | 1:19.6 |
| 5      | Tove Bruunstrøm | DEN  | 1:20.4 |
| 6      | Lorna Frampton  | GBR  | 1:20.6 |
| 7      | Phyllis Harding | GBR  | 1:21.5 |

Nida Senff zwom een OR in de series, tijd 1:16.6 min.

### 200 m schoolslag
| rang   | sporter         | land | tijd   |
| ------ | --------------- | ---- | ------ |
| Goud   | Hideko Maehata  | JPN  | 3:03.6 |
| Zilver | Martha Genenger | GER  | 3:04.2 |
| Brons  | Inge Sørensen   | DEN  | 3:07.8 |
| 4      | Johanna Hölzner | GER  | 3:09.5 |
| 4      | Jopie Waalberg  | NED  | 3:09.5 |
| 6      | Doris Storey    | GBR  | 3:09.7 |
| 7      | Jenny Kastein   | NED  | 3:12.8 |

Hideko Maehata zwom een OR in de series, tijd 3:01.9 min.

### 4x100 m vrije slag
| rang   | sporters                                                                 | land | tijd      |
| ------ | ------------------------------------------------------------------------ | ---- | --------- |
| Goud   | Jopie Selbach Tini Wagner Willy den Ouden Rie Mastenbroek                | NED  | OR 4:36.0 |
| Zilver | Ruth Halbsguth Leni Lohmar Ingeborg Schmitz Gisela Arendt Ursula Pollack | GER  | 4:36.8    |
| Brons  | Katherine Rawls Bernice Lapp Mavis Freeman Mary McKean Elizabeth Ryan    | USA  | 4:40.2    |
| 4      | Ilona Ács Ágnes Biró Vera Harsányi Magdolna Lenkei                       | HUN  | 4:48.0    |
| 4      | Mary McConkey Irene Milton-Pirie Margaret Stone Phyllis Dewar            | CAN  | 4:48.0    |
| 6      | Margaret Jeffrey Zilpha Grant Edna Hughes Olive Wadham                   | GBR  | 4:51.0    |
| 7      | Ragnhild Hveger Tove Bruunstrøm Elvi Svendsen Eva Arndt                  | DEN  | 4:51.4    |

## Medaillespiegel
| rang   | land             | goud | zilver | brons | totaal |
| ------ | ---------------- | ---- | ------ | ----- | ------ |
| 1      | Japan            | 4    | 2      | 5     | 11     |
| 2      | Nederland        | 4    | 1      | 0     | 5      |
| 3      | Verenigde Staten | 2    | 3      | 3     | 8      |
| 4      | Hongarije        | 1    | 0      | 1     | 2      |
| 5      | Duitsland        | 0    | 3      | 1     | 4      |
| 6      | Denemarken       | 0    | 1      | 1     | 2      |
| 7      | Argentinië       | 0    | 1      | 0     | 1      |
| totaal | totaal           | 11   | 11     | 11    | 33     |